# Teremețke, Orjîțea
Teremețke (în ucraineană Теремецьке) este un sat în comuna Denîsivka din raionul Orjîțea, regiunea Poltava, Ucraina.

## Demografie
Componența lingvistică a localității Teremețke
     Ucraineană (95,83%)
     Rusă (4,17%)
Conform recensământului din 2001, majoritatea populației localității Teremețke era vorbitoare de ucraineană (95,83%), existând în minoritate și vorbitori de rusă (4,17%).